# Regeringen Michal
Regeringen Michal är den Estlands nuvarande regering som tillträdde 23 juli 2024 efter att Kaja Kallas avgått för att bli nominerad till Europeiska unionens höga representant för utrikes frågor och säkerhetspolitik. 

## Ministrar och ansvarsområden
| Ansvarsområde Departement                                                   | Namn            | Parti              | Tillträdde      | Avgick |
| --------------------------------------------------------------------------- | --------------- | ------------------ | --------------- | ------ |
| Premiärminister Premiärministerns kontor                                    | Kristen Michal  | Reformpartiet      | 23 juli 2024    |        |
| Justitie- och digitaliseringsminister Justitiedepartementet                 | Liisa Pakosta   | Estland 200        | 23 juli 2024    |        |
| Utbildnings- och forskningsminister Utbildnings- och forskningsdepartmentet | Kristina Kallas | Estland 200        | 17 april 2023   |        |
| Ekonomi- och näringsminister Ekonomi- och kommunikationsdepartementet       | Erkki Keldo     | Reformpartiet      | 23 juli 2024    |        |
| Landsbygdsminister Landsbygds- och jordbruksdepartementet                   | Piret Hartman   | Socialdemokraterna | 26 april 2024   |        |
| Finansminister Finansdepartementet                                          | Jürgen Ligi     | Reformpartiet      | 23 juli 2024    |        |
| Försvarsminister Försvarsdepartementet                                      | Hanno Pevkur    | Reformpartiet      | 18 juli 2022    |        |
| Hälsominister Socialdepartementet                                           | Riina Sikkut    | Socialdemokraterna | 17 april 2023   |        |
| Socialförsäkringsminister Socialdepartementet                               | Signe Riisalo   | Reformpartiet      | 26 januari 2021 |        |
| Inrikesminister Inrikesdepartementet                                        | Lauri Läänemets | Socialdemokraterna | 18 juli 2022    |        |
| Utrikesminister Utrikesdepartementet                                        | Margus Tsahkna  | Estland 200        | 17 april 2023   |        |
| Kulturminister Kulturdepartementet                                          | Heidy Purga     | Reformpartiet      | 17 april 2023   |        |
| Klimatminister Miljödepartementet                                           | Yoko Alender    | Reformpartiet      | 23 juli 2024    |        |
| Infrastrukturminister Miljödepartementet                                    | Vladimir Svet   | Socialdemokraterna | 23 juli 2024    |        |